# Fernando Hoyos
Fernando Hoyos Rodríguez S. J., (Vigo, 24 de marzo de 1943 - Huehuetenango, 13 de julio de 1982) conocido como Carlos, fue un sacerdote jesuita español que sirvió como misionero en Guatemala.

## Biografía
Ingresó en la Compañía de Jesús en 1959. En 1967, fue destinado como misionero a la Provincia Centroamericana. Completó su formación teológica en la Universidad de Lovaina entre 1968 y 1970. En ese último año, fue trasladado a Guatemala. A partir de 1973, se incorporó a la comunidad jesuita de la zona 5, que realizaba trabajo pastoral entre los sectores populares desde la óptica de la teología de la liberación y con una perspectiva crítica sobre los abusos del régimen militar imperante en el país. En este esfuerzo, lo acompañaron los jesuitas César Jerez y Ricardo Falla. En 1977, fue víctima de un intento de secuestro por miembros del Ejército de Guatemala que lo consideraba subversivo.
En 1978, contribuyó a la formación del Comité de Unidad Campesina, entidad que buscaba la defensa de la población rural. En 1980, Fernando informó a sus superiores jesuitas sobre la decisión de pasar a la clandestinidad e incorporarse al Ejército Guerrillero de los Pobres (EGP), organización armada de izquierda, bajo el nombre de Comandante Carlos. Pocos meses después, pasó a formar parte de la Dirección Nacional del EGP, encabezada por Rolando Morán.
Fernando fue enviado a organizar las fuerzas del Frente Guerrillero Ho Chi Mihn en la región del Triángulo Ixil, tuvo que dirigir la respuesta a la ofensiva del régimen militar del general Efraín Ríos Montt, basada en la estrategia de tierra arrasada. 
El 13 de julio de 1982, cuando regresaba de una reunión de la dirección guerrillera, fue atacado y asesinado por una patrulla de autodefensa civil, junto al niño combatiente Chepito Ixil.
En 1983, el EGP anunció la muerte de Fernando Hoyos, mediante un comunicado en el que se manifestaba: «su vida, su militancia y su muerte se insertan en la mejor tradición de la historia reciente de los cristianos que abrazan sin reserva la causa de los desposeídos».